# Gmina (Szwecja)

Gminy (kommuner) i regiony administracyjne (län) Szwecji

Gmina (kommun) jest podstawową jednostką samorządu terytorialnego w Szwecji. 
Szwecja jest podzielona na 290 gmin (kommun, -er) wchodzących w skład 21 regionów administracyjnych (län). Gminy szwedzkie w obecnym kształcie zostały wprowadzone w wyniku reformy administracyjnej 1 stycznia 1971 r., kiedy zniesiono dotychczasowe gminy wiejskie (landskommuner), miasta (stadskommuner) i köping (köpingskommuner) wprowadzając w ich miejsce jednolity typ gminy. Proces ten zakończył się w latach siedemdziesiątych XX w.
Gminy szwedzkie są w większości stosunkowo rozległe terytorialnie i obejmują zarówno słabiej zaludnione obszary rolnicze lub leśne (glesbygd), jak i gęsto zaludnione tereny miejskie. Miejscowość, w której swoją siedzibę mają władze gminy, nazywana jest miejscowością centralną (centralort).
Zakres działań gminy reguluje ustawa o prawie gminnym (Kommunallagen; SFS 1991:900) z 1991 r. Nową gminę wraz z jej nazwą ustanawia rząd Szwecji. Ostatnią nowo utworzoną gminą jest gmina Knivsta, powstała w 2003 r. po podziale gminy Uppsala.
Mieszkańcy zameldowani na terenie gminy wybierają w głosowaniu członków rady gminy (kommunfullmäktige), organu stanowiącego i kontrolnego. Organem wykonawczym jest wybierany przez kommunfullmäktige zarząd gminy (kommunstyrelse). Działalność gminy jest finansowana przez podatki komunalne, różnego typu opłaty oraz dotacje z budżetu państwa.
Do podstawowych zadań gminy, według przepisów prawa, należy zapewnienie jej mieszkańcom podstawowych świadczeń publicznych, takich jak szkoła, opieka nad dziećmi (przedszkola) i starszymi, opieka socjalna (socialtjänst). Gmina odpowiada także za funkcjonowanie na jej terenie służb ratowniczych oraz utrzymanie budynków i miejsc użyteczności publicznej, dróg, bibliotek itp. Do jej zadań należy też utrzymnanie ładu przestrzennego oraz ochrona środowiska i przyrody.